# فليح بن سليمان
فُلَيْح بن سليمان هو راوٍ للحديث النبوي ومن حفاظ المدينة. ولد نحو 90 هـ في آخر أيام الصحابة، وتوفي في 168 هـ.

## اسمه
اسمه الكامل فُلَيْح بن سليمان بن أبي المغيرة رافع -أو نافع- بن حُنين الخزاعي، ويقال: الأسلمي المدني، مولى آل زيد بن الخطاب. واسمه عبد الملك، لكن غلب عليه لقبه. ويكنى أبا عبد الله وأبا يحيى.

## روايته للحديث
وقعت رواية فليح في الكتب الستة استقلالاً ومتابعة، وروى عنه البخاري في صحاحه وإن لم يعتمد عليه اعتماده على أمثال مالك بن أنس وسفيان بن عيينة، وإنما أخرج له أحاديث معظمها في المناقب والرقاق. روى عن نافع مولى ابن عمر عن ابن عمر نسخة، وروى عن هلال بن أبي ميمونة عن عبد الرحمن بن أبي عمرة عن أبي هريرة أحاديث. ومن أفراده ما رواه أبو داود وغيره من طريقه عن أبي طوالة، عن سعيد بن يسار، عن أبي هريرة قال: قال رسول الله ﷺ: «من تعلم علماً مما يُبتغَى به وجه الله، لا يستعمله إلا ليصيب به عَرَضاً من الدنيا، لم يجد عَرْف الجنة».

## شيوخه
حدّث عن:
- ضمرة بن سعيد المازني
- سعيد بن الحارث الأنصاري
- نافع مولى ابن عمر
- ابن شهاب الزهري
- نعيم المجمر
- عامر بن عبد الله بن الزبير
- هلال بن أبي ميمونة
- عباس بن سهل
- ربيعة الرأي
- صالح بن عجلان
- أبو طوالة عبد الله بن عبد الرحمن بن معمر بن حزم
- سهيل بن أبي صالح
- هشام بن عروة
- أبو حازم الأعرج سلمة بن دينار
- عثمان بن عبد الرحمن التيمي
- سالم أبو النضر
- زيد بن أسلم
- أيوب بن عبد الرحمن بن صعصعة

## الرواة عنه
حدّث عنه:
- عبد الله بن المبارك
- عبد الله بن وهب
- أبو داود الطيالسي
- يونس بن محمد المؤدب
- أبو عامر العقدي
- أبو تميلة المروزي
- زيد بن الحباب العكلي
- عثمان بن عمر العبدي
- الهيثم بن جميل
- شريح بن النعمان
- محمد بن سنان العَوَقي
- المعافى بن سليمان
- محمد بن أبان الواسطي
- محمد بن بكار بن الريان
- محمد بن جعفر الوَرْكاني
- يحيى بن صالح الوحاظي
- سليمان بن داود العتكي

وروى عنه من شيوخه: زيد بن أبي أنيسة، وزياد بن سعد.

## الجرح والتعديل
ضعفه يحيى بن معين وأبو حاتم الرازي والنسائي، وعلي بن المديني وأبو داود السجستاني، وقال ابن عدي والدارقطني عنه لا بأس به، واحتج به البخاري ومسلم.

## وفاته
توفي فليح عام 168 هـ (784) بالمدينة في فترة الخليفة العباسي أبي عبد الله المهدي.